# Heather McPhie
Heather McPhie (* 28. Mai 1984 in Bozeman, Montana) ist eine US-amerikanische Freestyle-Skierin. Sie ist auf die Buckelpisten-Disziplinen Moguls und Dual Moguls spezialisiert.

## Biografie
Die Tochter zweier Skilehrer war als Kind Kunstturnerin, wechselte dann aber im Alter von zwölf Jahren zum Buckelpistenfahren. Ab 2002 fuhr sie im Nor-Am Cup, widmete sich aber zunächst hauptsächlich ihrem Beruf als Buchhalterin. Schließlich debütierte sie am 13. Januar 2006 im Freestyle-Skiing-Weltcup und erzielte in Deer Valley den 25. Platz. Sowohl 2006 als auch 2009 entschied sie die Disziplinenwertung im Nor-Am Cup für sich. Im Weltcup kam sie nur sporadisch unter die besten zehn, die besten Ergebnisse in den Jahren 2007 und 2008 waren jeweils ein vierter Platz. 2009 bestritt sie lediglich drei Weltcuprennen und kam nicht über einen achten Platz hinaus.
In der Saison 2009/10 schaffte McPhie den Durchbruch an die Spitze. Sie gewann am 14. Januar 2010 das Weltcuprennen in Deer Valley. Wenige Tage später folgten zwei weitere Podestplätze. Im Moguls-Weltcup belegte sie bei Saisonende den zweiten Platz. Im Winter 2010/11 wurde sie einmal Dritte, im Winter 2011/12 einmal Zweite und dreimal Dritte. Besonders erfolgreich war McPhie in der Saison 2012/13 mit drei Weltcupsiegen; bei der Weltmeisterschaft 2013 in Voss verpasste sie jedoch mit zwei vierten Plätzen jeweils knapp einen Medaillengewinn.

## Erfolge

### Olympische Spiele
- Vancouver 2010: 18. Moguls
- Sotschi 2014: 13. Moguls

### Weltmeisterschaften
- Madonna di Campiglio 2007: 8. Moguls, 9. Dual Moguls
- Deer Valley 2011: 4. Dual Moguls, 6. Moguls
- Voss 2013: 4. Moguls, 4. Dual Moguls

### Weltcupsiege
- Saison 2009/10: 5. Gesamtweltcup, 2. Moguls-Weltcup
- Saison 2010/11: 5. Moguls-Weltcup
- Saison 2011/12: 10. Gesamtweltcup, 4. Moguls-Weltcup
- Saison 2012/13: 8. Gesamtweltcup, 3. Moguls-Weltcup
- Saison 2013/14: 5. Moguls-Weltcup
- 16 Podestplätze, davon 4 Siege:

| Datum             | Ort         | Land       | Disziplin   |
| ----------------- | ----------- | ---------- | ----------- |
| 14. Januar 2010   | Deer Valley | USA        | Moguls      |
| 15. Dezember 2012 | Ruka        | Finnland   | Dual Moguls |
| 22. Dezember 2012 | Kreischberg | Österreich | Dual Moguls |
| 15. März 2013     | Åre         | Schweden   | Moguls      |

## Weitere Erfolge
- 1 Sieg im Europacup
- 9 Siege im Nor-Am Cup
- 1 Sieg in FIS-Rennen